# Ururi
Ururi é uma comuna italiana da região do Molise, província de Campobasso, com cerca de 3.070 habitantes. Estende-se por uma área de 31 km², tendo uma densidade populacional de 99 hab/km². Faz fronteira com Larino, Montorio nei Frentani, Rotello, San Martino in Pensilis.

## Demografia
| Variação demográfica do município entre 1861 e 2011                               |
|                                                                                   |
| Fonte: Istituto Nazionale di Statistica (ISTAT) - Elaboração gráfica da Wikipedia |